# Saltos ornamentais no Campeonato Mundial de Esportes Aquáticos de 2009 - Plataforma 10 m individual masculino
A prova de plataforma 10 m individual masculino dos saltos ornamentais no Campeonato Mundial de Esportes Aquáticos de 2009 foi realizada entre os dias 20 e 21 de julho no Stadio del Nuoto em Roma.
A competição é composta de três fases. Na primeira, os 37 atletas executaram seis saltos, avaliados por sete juízes. Os dezoito atletas mais bem colocados se classificaram para a semifinal, que foi disputada seguindo a mesma dinâmica. Os doze primeiros colocados passam para a final, onde executam mais seis saltos. A cada nova fase, os resultados da fase anterior são desconsiderados.

## Calendário
| Fase         | Data     |
| ------------ | -------- |
| Eliminatória | 20/julho |
| Semifinal    | 21/julho |
| Final        | 21/julho |

## Medalhistas
| Ouro            | Prata        | Bronze           |
| Tom Daley (GBR) | Qiu Bo (CHN) | Zhou Luxin (CHN) |

## Resultados
| Pos. | Atleta                             | Pontos |
| ---- | ---------------------------------- | ------ |
| 1    | CHN Qiu Bo                         | 515,75 |
| 2    | CUB Jose Antonio Guerra Oliva      | 515,65 |
| 3    | CHN Zhou Luxin                     | 495,55 |
| 4    | AUS Matthew Mitcham                | 491,50 |
| 5    | GBR Thomas Daley                   | 475,80 |
| 6    | MEX Rommel Pacheco                 | 473,85 |
| 7    | USA David Boudia                   | 472,60 |
| 8    | ROU Constantin Popovici            | 471,80 |
| 9    | UKR Kostyantyn Milyayev            | 455,40 |
| 10   | MEX Jonathan Ruvalcaba             | 451,45 |
| 11   | GER Sascha Klein                   | 435,55 |
| 12   | BLR Vadim Kaptur                   | 431,90 |
| 13   | RUS Aleksey Kravchenko             | 429,65 |
| 14   | UKR Anton Zakharov                 | 428,90 |
| 15   | CAN Riley McCormick                | 427,80 |
| 16   | RUS Victor Minibaev                | 425,90 |
| 17   | MAS Bryan Nickson Lomas            | 418,90 |
| 18   | BRA Hugo Parisi                    | 416,10 |
| 19   | ITA Francesco Dell'uomo            | 409,45 |
| 20   | USA Nick McCrory                   | 401,00 |
| 21   | BLR Timofei Hordeichik             | 397,35 |
| 22   | PRK Kim Chon Man                   | 394,30 |
| 23   | JPN Kazuki Murakami                | 388,10 |
| 24   | COL Victor Hugo Ortega Serna       | 372,75 |
| 25   | COL Sebastian Villa Castañeda      | 367,90 |
| 26   | ITA Maicol Verzotto                | 362,90 |
| 27   | VEN Edickson Contreras             | 360,35 |
| 28   | JPN Sho Sakai                      | 357,85 |
| 29   | GBR Max Brick                      | 354,00 |
| 30   | CUB Jeinkler Ernesto Aguirre Manso | 353,90 |
| 31   | CAN Eric Sehn                      | 341,15 |
| 32   | GER Stefan Rudolph                 | 335,60 |
| 33   | SWE Christofer Eskilsson           | 333,40 |
| 34   | BRA Rui Marinho                    | 327,65 |
| 35   | VEN Enrique Rojas                  | 322,85 |
| 36   | HKG Foo Chuen Li                   | 290,60 |
| 37   | ARM Gevorg Papoyan                 | 237,00 |

| Pos. | Atleta                  | Pontos |
| ---- | ----------------------- | ------ |
| 1    | CHN Qiu Bo              | 521,15 |
| 2    | AUS Matthew Mitcham     | 499,00 |
| 3    | GBR Tom Daley           | 498,75 |
| 4    | CHN Zhou Luxin          | 494,75 |
| 5    | MEX Rommel Pacheco      | 486,10 |
| 6    | USA David Boudia        | 485,25 |
| 7    | ROM Constantin Popovici | 470,10 |
| 8    | CAN Riley McCormick     | 446,00 |
| 9    | RUS Aleksey Kravchenko  | 434,60 |
| 10   | GER Sascha Klein        | 426,25 |
| 11   | MAS Bryan Nickson Lomas | 425,65 |
| 12   | MEX Jonathan Ruvalcaba  | 423,30 |
| 13   | BLR Vadim Kaptur        | 418,50 |
| 14   | UKR Kostyantyn Milyayev | 416,50 |
| 15   | BRA Hugo Parisi         | 413,95 |
| 16   | CUB José Guerra         | 409,55 |
| 17   | UKR Anton Zakharov      | 397,30 |
| 18   | RUS Victor Minibaev     | 386,70 |

### Final
Estes são os resultados da final:
| Posição           | Atleta                  | Total  |
| ----------------- | ----------------------- | ------ |
| Medalha de ouro   | GBR Tom Daley           | 539,85 |
| Medalha de prata  | CHN Qiu Bo              | 532,20 |
| Medalha de bronze | CHN Zhou Luxin          | 530,55 |
| 4                 | AUS Matthew Mitcham     | 529,50 |
| 5                 | RUS Aleksey Kravchenko  | 493,90 |
| 6                 | USA David Boudia        | 491,80 |
| 7                 | GER Sascha Klein        | 478,90 |
| 8                 | ROM Constantin Popovici | 476,20 |
| 9                 | CAN Riley McCormick     | 470,30 |
| 10                | MEX Rommel Pacheco      | 456,20 |
| 11                | MEX Jonathan Ruvalcaba  | 390,35 |
| 12                | MAS Bryan Nickson Lomas | 372,10 |